# Chlorobapta rufistrigalis
Chlorobapta rufistrigalis är en fjärilsart som beskrevs av Barnes och Mcdunnough 1914. Chlorobapta rufistrigalis ingår i släktet Chlorobapta och familjen Crambidae. Inga underarter finns listade i Catalogue of Life.